# Адинката (Яломіца)
Адинката (рум. Adâncata) — село у повіті Яломіца в Румунії. Входить до складу комуни Адинката.
Село розташоване на відстані 45 км на північний схід від Бухареста, 77 км на захід від Слобозії, 145 км на південний захід від Галаца, 117 км на південний схід від Брашова.

## Населення
За даними перепису населення 2002 року у селі проживали 2130 осіб, усі — румуни. Усі жителі села рідною мовою назвали румунську.